# Melanie (singolo)
Melanie è una canzone della rock band Toto, secondo singolo estratto dall'album Mindfields.

## Informazioni
Il brano fu scritto da Steve Lukather, David Paich e Randy Goodrum, come singolo ebbe un buon successo commerciale, tanto da arrivare ventesimo nella Official Singles Chart e ventiduesimo nella ARIA Charts. Il brano è interamente cantato da Steve Lukather, che nel brano suona anche la chitarra acustica, il brano è una ballad acustica ma velocizzata. Come ospiti nella registrazione troviamo Chris Thompson e Timothy B. Schmit alle voci secondarie (quest'ultimo aveva già lavorato come voce secondaria nell'album Toto IV), oltre che come percussioni aggiuntive Lenny Castro.

## Videoclip
Il video mostra i componenti della band che si trovano nel deserto, e grazie ad un ascensore riescono a scendere nel sottosuolo della terra, dove come mostra il video non è presente forza di gravità, per cui tutti i membri della band (eccetto Steve Lukather) galleggiano nell'aria. Nel frattempo nel deserto vengono mostrate tutte le figure presenti nel libretto dell'album Mindfields, ad esempio la Tour Eifel, degli ombrelli gialli volanti, una statua in marmo di un angelo, la Statua della Libertà infilata nella sabbia, uno scheletro con una tavola da surf con su scritto "TOTO" e infine il Titanic che affonda nella sabbia.

## Tracce
1. Melanie
2. Spanish Steps Of Rome

## Il B-Side Spanish Steps Of Rome
Come b-side di Melanie troviamo un brano presente in Mindfields, ma solo come bonus track, ovvero Spanish Steps Of Rome, il brano è uno dei più poetici mai scritti dalla band, e una delle canzoni più conosciute dai fan, la canzone è cantata interamente da David Paich, ed è considerata la migliore canzone d'amore mai scritta da David, tanto da essere stata compresa nella raccolta della band Love Songs.

## Formazione
- Steve Lukather - chitarra acustica e voce principale
- Timothy B. Schmit - voce secondaria
- Bobby Kimball - voce secondaria
- Chris Thompson - voce secondaria
- David Paich - tastiera e voce secondaria (voce principale in Spanish Steps Of Rome)
- Mike Porcaro - basso elettrico
- Simon Phillips - percussioni
- Lenny Castro - percussioni
- Madonna Ciccone - cori